# Azovske Hav
Det Azovske Hav (russisk: Азо́вское мо́ре, tr. Azovskoje more; ukrainsk: Азо́вське мо́ре, tr. Azovske more, krimtatarisk: Azaq deñizi, også kendt som Azovhavet og Azov-havet) er et indhav adskilt fra Sortehavet af Krimhalvøen. Det Azovske Hav er forbundet med Sortehavet via Kertjstrædet.  Ukraine og Rusland har kyst ud til havet.
Det Azovske Hav er det laveste hav i verden med en gennemsnitsdybde på kun 7 meter. Det er 340 km langt og 135 km bredt og har et areal på 37.555 km². Havet er formentligt opkaldt efter byen Azov som ligger i Don-flodens delta i nordøst. Mange mindre floder løber ud i havet, men de store floder Don og Kuban i henholdsvis nordøst og sydøst, dominerer. Det ferske vand fra flodtilløbene bevirker at vandet i Det Azovske Hav har en lav salinitet og floderne medbringer store mængder silt. Silten danner blandt andet flere store sandbanker, hvoraf den 110 kilometer lange Arabatlandtange i vest er den største. Arabat forbinder Krim-halvøen med Kherson oblast og inddæmmer lagune- og marsk-området Sivash, som modsat Azovhavet er meget saltholdig.
De vigtigste havne ved havet er Berdjansk, Mariupol, Rostov ved Don, Taganrog og Jejsk. To kanaler forbinder skibstrafik til det Azovske Hav; Volga-Don kanalen og en forbindelse til det Kaspiske Hav gennem Kuma-Manytj-Kanalen. Der er vigtige fiskebanker i Det Azovske Hav og der søges efter olie og naturgas.

## Geologi og vandforhold
Det Azovske Hav er det laveste hav i verden med en gennemsnitsdybde på kun 7 meter. Havbunden er flad og falder gradvist mod de centrale dele, hvor det dybeste sted er på 14 meter. Sedimentlaget består af en blanding af slam og sand, hvor slammet er dannet af silt og ler. I Temryuk-bugten i den sydøstlige del af havet, ved Kuban flodens udmunding, findes der muddervulkaner.
Den fremherskende strøm er mod uret og langs kysterne, og Azovhavet tilfører netto vand til Sortehavet i syd, dog forlader langt det meste vand havet via overfladefordampning i sommermånederne. Om sommeren når vandtemperaturen op på gennemsnitligt 23-25 grader Celsius; midten af havet og kystområderne bliver normalt nogle grader varmere, helt op til 30 grader celsius. I vintermånederne fryser Azovhavet til, undtagen i milde vintre hvor is kun ses langs kysterne, da vandets temperatur i overfladen normalt ligger mellem 1 og 3 grader Celsius i de sydligere dele. Taganrog-bugten i nordøst fryser praktisk talt altid til.
Vandstanden i Azovhavet varierer betydeligt. Der er flere faktorer som påvirker vandstanden, men den styres altovervejende af vindforholdene, som lokalt kan øge havniveauet med op til 2-4 meter, i Taganrog-bugten helt op til 6 meter. På grund af den lave vanddybde, skaber kraftig vind hurtigt korte, stejle bølger og i visse tilfælde seicher. På åbent hav, når bølgerne en højde på 1-2 meter, indimellem 3 meter.

## Naturen
Det Azovske Hav har et varieret marint liv med 180 registrerede fiskearter (inklusiv underarter) og over 300 arter af hvirvelløse dyr, men som følge af det lave saltindhold, er biodiversiteten dog ikke så stor som i det mere saltholdige Sortehav eksempelvis. Den biologiske produktivitet er derimod usædvanlig høj og det Azovske Hav har været kendt for sine righoldige fiskebestande langt tilbage i tiden. Den høje produktivitet skyldes delvist en stor forekomst af alger, som farver havet grønligt, og plankton. Som følge af store temperaturudsving og kraftige sæsonbetonede vinde, bliver det lave vand i havet opblandet og iltet godt igennem, og det er først i nyere tid at eutrofiering og iltsvind (hypoxi) på visse dele af havbunden er påvist.
De mange fiskearter i Det Azovske Hav omfatter både stand og trækfisk. Nogle arter trækker op i de ferske floder for at gyde, men lever ellers deres liv i havets brakvand. Flere arter af stør er feks. naturligt hjemmehørende i Det Azovske Hav. Andre arter lever hele deres livscyklus i havet, mens en tredje gruppe er trækfisk fra det mere salte Sortehav, som enten trækker op i Azovhavet for at gyde, eller forvilder sig derind med tidevandsstrømmen eller når saliniteten indimellem forhøjes i de sydlige dele. Halvtreds af de fiskearter som er tilknyttet Azovhavet klassificeres som sjældne, mens 19 arter er sårbare eller direkte truede.
Kysterne langs Azovhavet er præget af marsk og rørsumpe. De understøtter et rigt fugleliv.

## Fiskeri
Det Azovske Hav er blandt de mest produktive have (per areal) i verden og fiskeri har været vigtigt for alle kulturer som har bosat sig i området.
Fiskeriet var størst i sidste halvdel af det 19. århundrede, men selv i første halvdel af det 20. århundrede, bidrog det Azovske Hav med hele 18% af det totale fiskeri i det daværende Sovjetunionen. Antallet, og til dels mangfoldigheden, er siden da blevet reduceret betydeligt af flere forskellige årsager i moderne tid: overfiskeri, forurening (især olieforurening), dæmningsprojekter af de store tilløbsfloder, og senest invasive arter som Amerikansk ribbegople, samt klimaforandringerne som gradvist øger vandtemperaturen og fordampningen. Fiskeriet er faldet drastisk siden 1990, fortrinsvist som konsekvens af de stadigt færre fisk. I 2010'erne landede det kommercielle fiskeri 44-50 tusinde ton om året, lidt mere end lavpunktet i 1990'erne på kun 27 tusinde tons om året i gennemsnit. Herudover fiskes der også skaldyr og tang.
Stør var tidligere den vigtigste indtægtskilde for fiskeriet, men også værdsatte konsumfisk som brasen, sandart, skalle, Azov Shemaya, stamsild, og vimme blev tidligere fisket i store mængder. I dag er stør-fisk en sjælden og truet dyreart i Det Azovske Hav, og nogle af de oprindelige stør-arter er muligvis helt forsvundet. Der er siden 1950'erne arbejdet på stor skala med at udsætte både æg og yngel i forsøg på at øge den naturlige bestand, men indsatsen har ikke haft den forventede succes. I år 2000 blev kommercielt fiskeri af stør i det Azovske Hav forbudt, men det har endnu ikke bragt bestanden tilbage. De mest fiskede arter er i dag ansjos, brisling og multe.
Efter Sovjetunionens opløsning, blev der i 1993 indgået aftaler mellem de nyligt oprettede stater Rusland og Ukraine, som skulle regulere og fordele fiskeriet i, og beskyttelsen af, det Azovske Hav. Aftalerne mundede ud i oprettelsen af det internationale organ "Ukraine-Rusland Fiskerikommission i det Azovske Hav", og det er i dag denne kommission som administrerer lovgivningen for brugen af havet, herunder fordelingen af fiskekvoter og andre restriktioner.

## Galleri
- Kort over Sortehavet og Det Azovske Hav
- Det Azovske Hav adskiller sig tydeligt fra det langt dybere Sortehav, og har en helt anden farve.
- Større landtanger i Det Azovske Hav
- Arabatlandtangen med Sivash vest herfor
- Diamantstør (Acipenser gueldenstaedtii), også kendt som Russisk Stør, var førhen den vigtigste indtægtskilde for fiskeriet.
- Merzhanovo
- Merzhanovo
- Merzhanovo